# Carlo di Leiningen
Carlo di Leiningen (Amorbach, 12 settembre 1804 – Amorbach, 13 novembre 1856) è stato un nobile tedesco, fratellastro della Regina Vittoria.
Il principe di Leiningen ebbe un ruolo importante nella politica tedesca come primo ministro, per alcuni mesi, del governo formato dal Parlamento di Francoforte nel 1848.

## Biografia
Carlo era l'unico figlio maschio di Emico Carlo di Leiningen e della sua seconda moglie, la Principessa Vittoria di Sassonia-Coburgo-Saalfeld (un figlio di Emico Carlo avuto dalla prima moglie morì 1800). Emico Carlo morì il luglio 1814 e Carlo gli succedette come terzo principe di Leiningen. Nel 1818, la madre si risposò con il principe Edoardo Augusto, Duca di Kent e Strathearn, il quarto figlio maschio di re Giorgio III del Regno Unito, e nel 1819 Carlo e sua sorella Feodora si trasferirono in Inghilterra, dove la loro sorellastra, la principessa Vittoria di Kent era nata il 24 maggio. Successivamente Carlo fece carriera nell'esercito bavarese.

### Matrimonio e figli
Il 13 febbraio 1829 sposò la contessa Maria Klebesberg (27 marzo 1806–28 ottobre 1880), figlia del conte Maximilian Klebelsberg e di sua moglie Maria Anna von Turba. Ebbero due figli maschi:
- Ernesto Leopoldo Vittorio Carlo Augusto Giuseppe Emico, nato il 9 novembre 1830, che succedette al padre come quarto principe, e morto il 5 aprile 1904
- Edoardo Federico Massimiliano Giovanni, nato il 5 gennaio 1833 e morto il 9 aprile 1914.

Il Principe di Leiningen fu nominato Cavaliere dell'Ordine della Giarrettiera nel 1836 da Guglielmo IV del Regno Unito. Nel 1855, poco dopo che sua nipote Vittoria, principessa reale fu fidanzata al principe Federico di Prussia, soffrì di un grave attacco apoplettico. Un secondo attacco nel mese di novembre dell'anno successivo fu fatale, e morì ad Amorbach all'età di cinquantadue anni, con la moglie e la sorella, la Principessa di Hohenlohe-Langenburg al suo capezzale.

## Ascendenza
|                                                            |                                               |                                                                | Genitori                                                 |  |  | Nonni |  |  | Bisnonni                                                |  |  | Trisnonni                                                    |  |
|                                                            |                                               |                                                                |                                                          |  |  |       |  |  | Federico Magnus, conte di Leiningen-Dagsburg-Hartenburg |  |  | Giovanni Federico, conte di Leiningen-Dagsburg in Hartenburg |  |
|                                                            |                                               |                                                                |                                                          |  |  |       |  |  | Federico Magnus, conte di Leiningen-Dagsburg-Hartenburg |  |  | Giovanni Federico, conte di Leiningen-Dagsburg in Hartenburg |  |
|                                                            |                                               | Margravina Caterina di Baden-Durlach                           |                                                          |  |  |       |  |  | Federico Magnus, conte di Leiningen-Dagsburg-Hartenburg |  |  |                                                              |  |
| Carlo Federico Guglielmo, I principe di Leiningen          |                                               |                                                                |                                                          |  |  |       |  |  | Federico Magnus, conte di Leiningen-Dagsburg-Hartenburg |  |  |                                                              |  |
|                                                            |                                               | Contessa Anna Cristina Eleonora di Wurmbrand-Stuppach          | Giovanni Giuseppe Guglielmo, conte di Wumrbrand-Stuppach |  |  |       |  |  |                                                         |  |  |                                                              |  |
|                                                            |                                               | Contessa Anna Cristina Eleonora di Wurmbrand-Stuppach          | Giovanni Giuseppe Guglielmo, conte di Wumrbrand-Stuppach |  |  |       |  |  |                                                         |  |  |                                                              |  |
|                                                            |                                               | Contessa Anna Cristina Eleonora di Wurmbrand-Stuppach          | Baronessa Susanna Giuseppa di Prösing-Stein              |  |  |       |  |  |                                                         |  |  |                                                              |  |
| Emico Carlo, II principe di Leiningen                      |                                               | Contessa Anna Cristina Eleonora di Wurmbrand-Stuppach          |                                                          |  |  |       |  |  |                                                         |  |  |                                                              |  |
|                                                            |                                               | Guglielmo Carlo Ludovico, conte di Solms-Rödelheim e Assenheim | Ludovico Enrico, conte di Solms-Rödelheim e Assenheim    |  |  |       |  |  |                                                         |  |  |                                                              |  |
|                                                            |                                               | Guglielmo Carlo Ludovico, conte di Solms-Rödelheim e Assenheim | Ludovico Enrico, conte di Solms-Rödelheim e Assenheim    |  |  |       |  |  |                                                         |  |  |                                                              |  |
|                                                            |                                               | Guglielmo Carlo Ludovico, conte di Solms-Rödelheim e Assenheim | Contessa Guglielmina Cristiana di Limpurg                |  |  |       |  |  |                                                         |  |  |                                                              |  |
| Cristiana Guglielmina Luisa di Solms-Rödelheim e Assenheim |                                               | Guglielmo Carlo Ludovico, conte di Solms-Rödelheim e Assenheim |                                                          |  |  |       |  |  |                                                         |  |  |                                                              |  |
|                                                            |                                               | Contessa Maria Margherita di Wurmbrand-Stuppach                | Giovanni Giuseppe Guglielmo, conte di Wumrbrand-Stuppach |  |  |       |  |  |                                                         |  |  |                                                              |  |
|                                                            |                                               | Contessa Maria Margherita di Wurmbrand-Stuppach                | Giovanni Giuseppe Guglielmo, conte di Wumrbrand-Stuppach |  |  |       |  |  |                                                         |  |  |                                                              |  |
|                                                            |                                               | Contessa Maria Margherita di Wurmbrand-Stuppach                | Contessa Giuliana Dorotea di Limpurg-Gaildorf            |  |  |       |  |  |                                                         |  |  |                                                              |  |
| Carlo, III principe di Leiningen                           |                                               | Contessa Maria Margherita di Wurmbrand-Stuppach                |                                                          |  |  |       |  |  |                                                         |  |  |                                                              |  |
|                                                            | Ernesto Federico di Sassonia-Coburgo-Saalfeld | Francesco Giosea di Sassonia-Coburgo-Saalfeld                  |                                                          |  |  |       |  |  |                                                         |  |  |                                                              |  |
|                                                            | Ernesto Federico di Sassonia-Coburgo-Saalfeld | Francesco Giosea di Sassonia-Coburgo-Saalfeld                  |                                                          |  |  |       |  |  |                                                         |  |  |                                                              |  |
|                                                            | Ernesto Federico di Sassonia-Coburgo-Saalfeld | Anna Sofia di Schwarzburg-Rudolstadt                           |                                                          |  |  |       |  |  |                                                         |  |  |                                                              |  |
| Francesco Federico di Sassonia-Coburgo-Saalfeld            | Ernesto Federico di Sassonia-Coburgo-Saalfeld |                                                                |                                                          |  |  |       |  |  |                                                         |  |  |                                                              |  |
|                                                            |                                               | Sofia Antonia di Brunswick-Wolfenbüttel                        | Ferdinando Alberto II di Brunswick-Lüneburg              |  |  |       |  |  |                                                         |  |  |                                                              |  |
|                                                            |                                               | Sofia Antonia di Brunswick-Wolfenbüttel                        | Ferdinando Alberto II di Brunswick-Lüneburg              |  |  |       |  |  |                                                         |  |  |                                                              |  |
|                                                            |                                               | Sofia Antonia di Brunswick-Wolfenbüttel                        | Antonietta Amalia di Brunswick-Wolfenbüttel              |  |  |       |  |  |                                                         |  |  |                                                              |  |
| Vittoria di Sassonia-Coburgo-Saalfeld                      |                                               | Sofia Antonia di Brunswick-Wolfenbüttel                        |                                                          |  |  |       |  |  |                                                         |  |  |                                                              |  |
|                                                            |                                               | Enrico XXIV di Reuss-Ebersdorf                                 | Enrico XXIX di Reuss-Ebersdorf                           |  |  |       |  |  |                                                         |  |  |                                                              |  |
|                                                            |                                               | Enrico XXIV di Reuss-Ebersdorf                                 | Enrico XXIX di Reuss-Ebersdorf                           |  |  |       |  |  |                                                         |  |  |                                                              |  |
|                                                            |                                               | Enrico XXIV di Reuss-Ebersdorf                                 | Sofia Teodora di Castell-Remlingen                       |  |  |       |  |  |                                                         |  |  |                                                              |  |
| Augusta di Reuss-Ebersdorf                                 |                                               | Enrico XXIV di Reuss-Ebersdorf                                 |                                                          |  |  |       |  |  |                                                         |  |  |                                                              |  |
|                                                            |                                               | Carolina Ernestina di Erbach-Schönberg                         | Giorgio Augusto di Erbach-Schönberg                      |  |  |       |  |  |                                                         |  |  |                                                              |  |
|                                                            |                                               | Carolina Ernestina di Erbach-Schönberg                         | Giorgio Augusto di Erbach-Schönberg                      |  |  |       |  |  |                                                         |  |  |                                                              |  |
|                                                            |                                               | Carolina Ernestina di Erbach-Schönberg                         | Ferdinanda Enrichetta di Stolberg-Gedern                 |  |  |       |  |  |                                                         |  |  |                                                              |  |
|                                                            |                                               | Carolina Ernestina di Erbach-Schönberg                         |                                                          |  |  |       |  |  |                                                         |  |  |                                                              |  |